# Bernhard Schneider (Sänger)
Bernhard Schneider (* 18. Mai 1967 in Essen) ist ein deutscher Konzert- und Opernsänger (Tenor).

## Leben
Schneider studierte Gesang an der Musikhochschule Köln bei Hans Sotin und ist derzeit Mitglied im Chor des Bayerischen Rundfunks. Seine solistische Tätigkeit führte ihn an verschiedene Bühnen, unter anderem an die Staatsoper Stuttgart und die Bayreuther Festspiele.

## Diskografie
- Giuseppe Verdi: Messa da Requiem. amici musicae Leipzig unter Ron-Dirk Entleutner, Rondeau (ROP6168)
- Giacomo Puccini: Messa di Gloria. Prager Philharmoniker und Chöre der Hochschulen für Kirchenmusik Bayreuth und Regensburg unter Karl Rathgeber, Rondeau (ROP601)
- Christoph Willibald Gluck: Alceste (Évandre). DVD, Staatsorchester und Chor der Staatsoper Stuttgart unter Constantinos Carydis, Inszenierung: Jossi Wieler/Sergio Morabito, Naxos 807280125191
- Arnold Schönberg: Moses und Aron (Junger Mann). Staatsorchester und Chor der Staatsoper Stuttgart unter Roland Kluttig, Naxos 8.660158-59
- Friedrich von Flotow: Alessandro Stradella (Barbarino). WDR Rundfunkorchester und Chor unter Helmuth Froschauer, Capriccio 60117
- Heinrich Schütz: Johannes-Passion. Chor der Hochschule für evangelische Kirchenmusik Bayreuth, Thomas Rothert (Orgel), Leitung: Karl Rathgeber. CD ROP6011. 2007
- Franz Lehár: Zigeunerliebe (Jonel). NDR Radiophilharmonie und Chor unter Frank Beermann, cpo 999 842-2
- Richard Wagner: Das Rheingold (Froh). DVD, Staatsoper Stuttgart, Inszenierung: Joachim Schlömer, Dirigent: Lothar Zagrosek, Euroarts 10 5206 9
- Richard Wagner: Die Meistersinger von Nürnberg (Kunz Vogelgesang). Bayreuther Festspiele unter Daniel Barenboim, Teldec/Warner Classics 3984-29333-2
- Albert Lortzing: Die Himmelfahrt Jesu Christi (Christus). WDR Rundfunkorchester und Chor unter Helmuth Froschauer, cpo 999837-2
- Heinrich Berté, Franz Schubert: Das Dreimäderlhaus (Schober). WDR Rundfunkorchester unter Alfred Walter, Capriccio 10 550